# Matteo Giovannetti

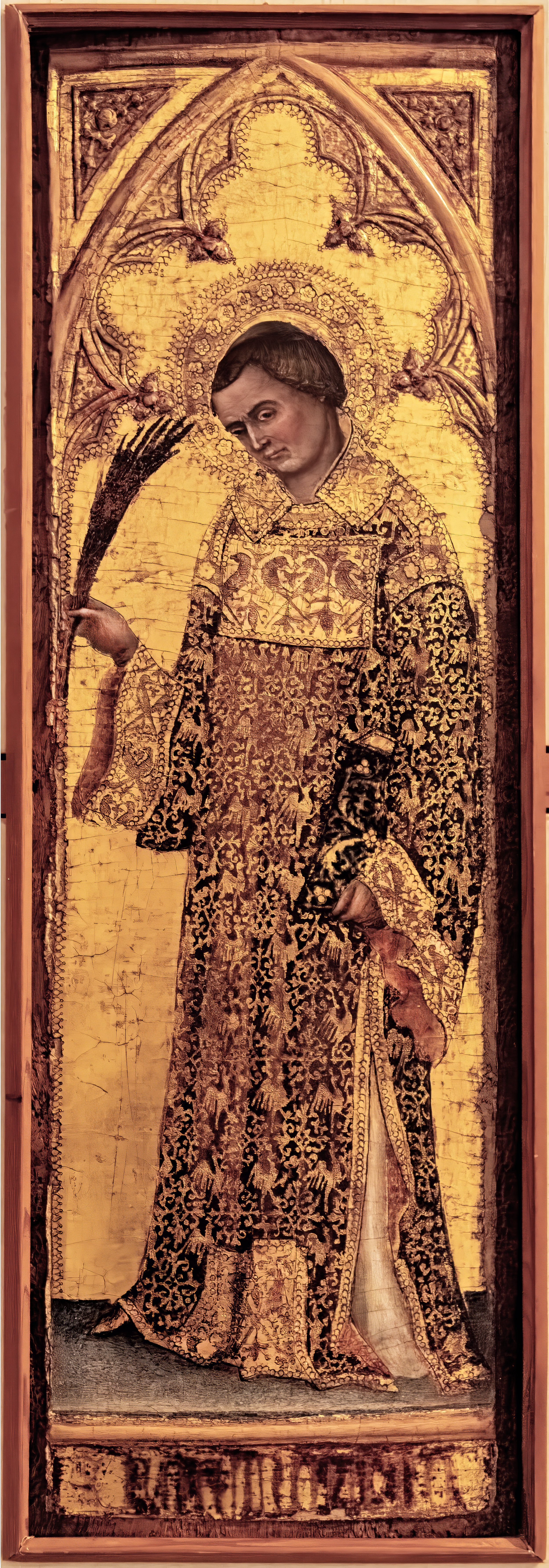
San Fortunato - Museo Correr Venetië

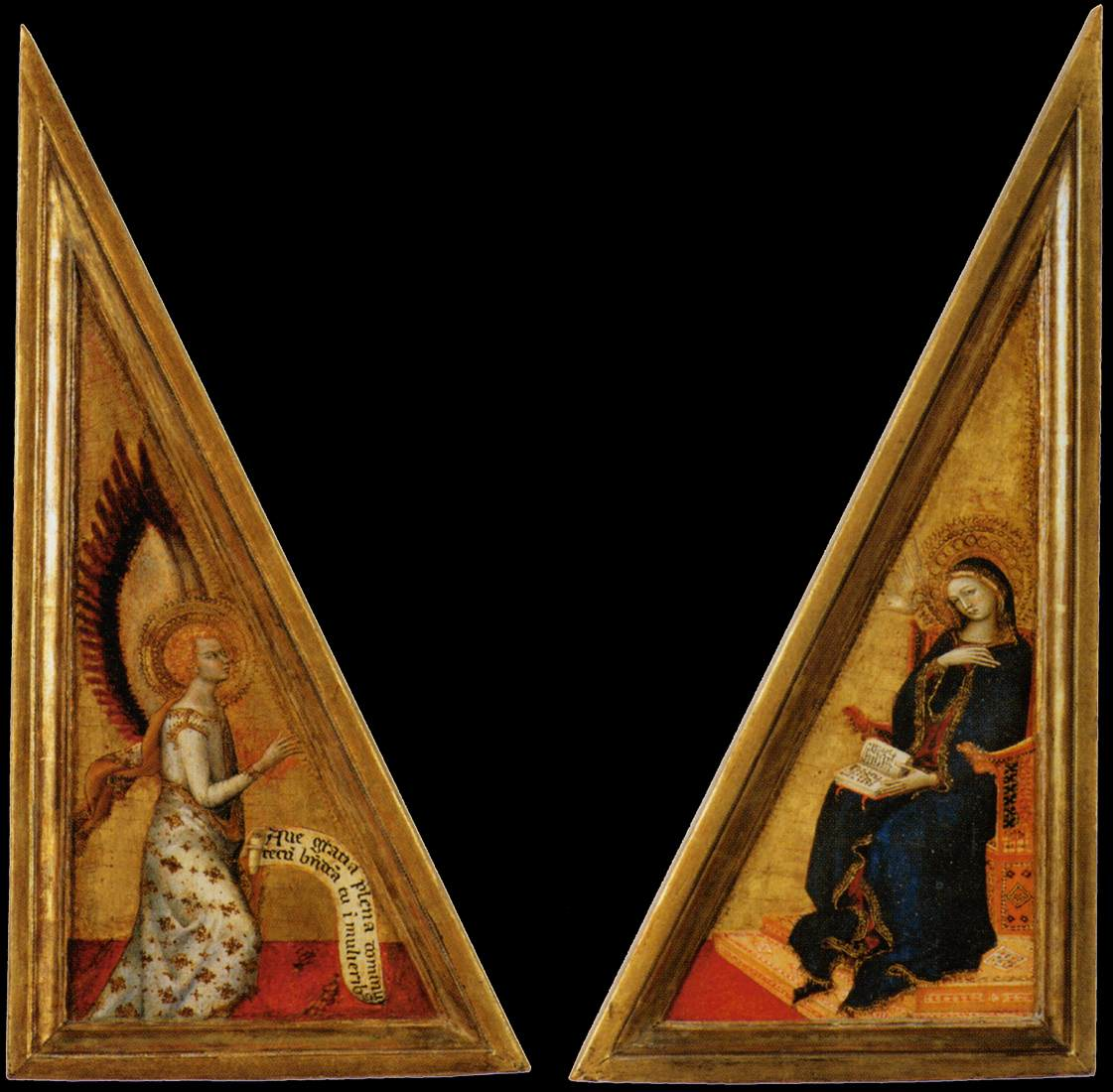
Annunciatie, Louvre, Parijs

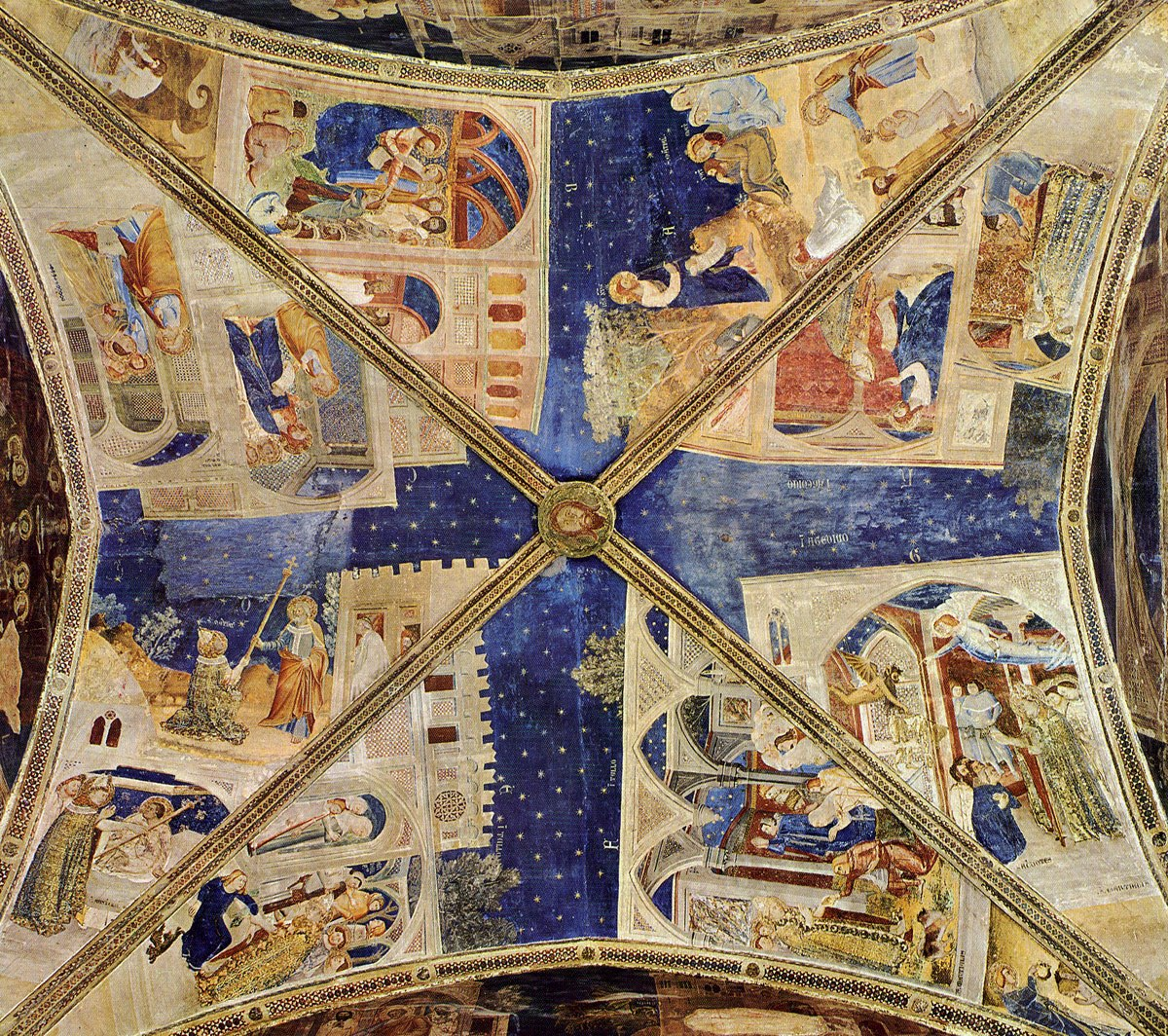
De Sint-Martialiskapel, Avignon

Matteo Giovannetti (Viterbo, ca. 1322 - 1368) is een Italiaans schilder uit het trecento (14e eeuw) die voornamelijk werkte in en rondom Avignon.

## Biografie
Matteo Giovannetti werd geboren in Viterbo in de regio Lazio omstreeks 1322. Volgens een document uit 1336 verblijft hij dan nog in Viterbo en was hij kanunnik van de kerk van San Martino. Hij zou zijn opleiding tot schilder gekregen hebben bij Simone Martini, maar hier zijn geen gegevens of documenten over bekend, men baseert zich uitsluitend op stijlkenmerken.
In 1343 vinden we hem terug aan het pauselijk hof in Avignon waar hij meewerkt aan de decoratie van de nieuwe vleugel van het Palais des Papes gebouwd door Paus Clemens VI. In een eerste fase werkt hij als onafhankelijk kunstenaar volgens het systeem van de prefaggio wat betekende dat er als onafhankelijk kunstenaar of in kleine groepen aan een wel omschreven klein project werd gewerkt,. maar vanaf 1345 krijgt hij stilaan de functie van meester van de werken zoals blijkt uit een betaling van 3 januari 1346, betrokken op het jaar 1345  dat de tekst bevat prout in librorationum suarum (zoals in zijn eigen rekeningen boek) wat betekent dat hij op dat moment verantwoordelijk is voor de werken en de andere schilders onder zijn leiding staan zoals blijkt uit een andere, gedetailleerde rekening. Matteo Giovannetti heeft op dat moment de leiding over 15 schilders, onder wie zes Italianen, een Duitser, vier Fransen, Spanjaarden en schilders uit de Nederlanden. Vanaf 1346 draagt hij ook de officiële titel van Pictor Pape (schilder van de paus).
In 1365 is hij in dienst van Paus Urbanus V, met wie hij in 1367 terugkeert naar Rome. In januari 1368 ontvangt hij nog een betaling voor werken uitgevoerd aan het Vaticaan, en dat is het laatste document waarin hij vernoemd wordt.

## Stijl
Matteo Giovannetti werkt in een Sienese gotische stijl, overgenomen van zijn leermeester (?) Simone Martini. Zijn eigen stijl komt best tot uiting in de fresco’s van de Sint-Martialiskapel die hij alleen of nagenoeg alleen heeft gemaakt (zie de nota over de prefaggio). De artiest maakt hier een serie van levendige fresco’s met levensechte, kleurrijke figuren. De gezichten zijn echte gezichten, niet geïdealiseerd maar geschilderd naar echte modellen. Matteo Giovannetti was een van de wegbereiders van de internationale gotiek.

## Werken
- Oktober 1344 – september 1345: Fresco’s in de kapel Saint Martial op de tweede verdieping van de Tour Saint Jean
- ca. 1345: Annunciatie nu in het Louvre
- Januari tot september 1345: Fresco’s in de kapel van Sint Michiel
- November 1345 tot april 1346: Fresco’s in de Grand tinel (Tinel betekent refter, eetzaal, maar eigenlijk was het een ontvangstzaal).
- Juli 1346 tot oktober 1346: Fresco’s in het consistorium, de zaal waar vergaderd wordt met de kardinalen. Deze fresco’s werden al zeer vroeg (1413) vernietigd door brand.
- 1347-1348: Fresco’s in de Sint Jan kapel (zowel het leven van Johannes de Doper als van Johannes de Evangelist worden afgebeeld).
- 1352-1353 De 10 profeten en de Sibille van Erythrae in de grote audiëntiezaal
- 1355-1356 Kapel van Sint Jan in Villeneuve-lès-Avignon .

Sommigen menen de invloed van Matteo Giovannetti te herkennen op het ontwerp van de Apocalyps van Angers.
- Catàleg d'autoritats de noms i títols de Catalunya: 981060788534706706
- Gemeinsame Normdatei: 119060604
- International Standard Name Identifier: 0000 0004 4718 7490
- Library of Congress Control Number: n92105552
- Nationale Bibliotheek van Tsjechië: xx0235946
- Nederlandse Thesaurus van Auteursnamen: 304896772
- RKD-Nederlands Instituut voor Kunstgeschiedenis: 31843
- Système universitaire de documentation: 03224665X
- Union List of Artist Names: 500124312
- Virtual International Authority File: 316423644